# Дорохово (Старицкий район)
Дорохово — деревня в Старицком районе Тверской области, входит в состав Ново-Ямского сельского поселения.

## География
Деревня находится на берегу речки Жидоховка в 15 км на юго-восток от города Старица.

## История
В конце XIX — начале XX века деревня являлась центром Дороховской волости Старицкого уезда Тверской губернии.  
С 1929 года деревня входила в состав Бойковского сельсовета Старицкого района Ржевского округа Западной области, с 1935 года — в составе Калининской области, с 1994 года — в составе Бойковского сельского округа, с 2005 года — в составе Ново-Ямского сельского поселения.

## Население
| 1859 | 1886 | 2002 | 2008 | 2010 |
| ---- | ---- | ---- | ---- | ---- |
| 173  | ↗288 | ↘44  | ↘35  | ↘22  |